# Region Mexiko (Junior League Baseball World Series)
Die Region Mexiko ist eine der fünf internationale Regionen welche Teilnehmer an die Junior League Baseball World Series entsendeten. Die Region Mexiko nimmt seit 1986 an diesem Turnier teil.
Ab dem Jahr 2001 wurden die Regionen Mexiko und Puerto Rico zusammen mit weiteren Staaten zur Region Lateinamerika zusammengefasst. Seit 2004 haben Mexiko und Puerto Rico wieder eigene Gruppen. In den geraden Jahren bekommt Mexiko einen festen Startplatz in den ungeraden Puerto Rico. In den Jahren, in welchen diese keinen direkten Startplatz haben, können sie sich über die Region Lateinamerika qualifizieren.

## Resultate an den Junior League World Series

### Nach Jahr
| Jahr | Mannschaft              | Stadt                    | Region        | Klassierung        | W-L                |
| ---- | ----------------------- | ------------------------ | ------------- | ------------------ | ------------------ |
| 1986 |                         |                          | Mexiko        |                    |                    |
| 1987 |                         |                          | Mexiko        |                    |                    |
| 1988 | Ligas Pequenas LL       | Mexicali                 | Mexiko        | Weltmeister        |                    |
| 1989 |                         |                          | Mexiko        |                    |                    |
| 1990 |                         |                          | Mexiko        |                    |                    |
| 1991 |                         |                          | Mexiko        |                    |                    |
| 1992 |                         |                          | Mexiko        |                    |                    |
| 1993 |                         |                          | Mexiko        | 2. Platz           |                    |
| 1994 |                         |                          | Mexiko        |                    |                    |
| 1995 |                         |                          | Mexiko        |                    |                    |
| 1996 |                         |                          | Mexiko        |                    |                    |
| 1997 |                         |                          | Mexiko        |                    |                    |
| 1998 |                         |                          | Mexiko        |                    |                    |
| 1999 | Amistad y Deporte LL    | Hermosillo               | Mexiko        | 2. Platz           |                    |
| 2000 |                         |                          | Mexiko        |                    |                    |
| 2001 |                         |                          | Lateinamerika | nicht qualifiziert | nicht qualifiziert |
| 2002 |                         |                          | Lateinamerika | nicht qualifiziert | nicht qualifiziert |
| 2003 | Epitacio Mala Torres LL | Guadalupe                | Lateinamerika | nicht qualifiziert | nicht qualifiziert |
| 2004 | Guaymas LL              | Guaymas                  | Mexiko        | Int. Finale        | 3–2                |
| 2005 | Seguro Social LL        | Mexicali                 | Lateinamerika | nicht qualifiziert | nicht qualifiziert |
| 2006 | Guaymas Sector Pesca LL | Guaymas                  | Mexiko        | 2. Platz           | 3–3                |
| 2007 | Guaymas Sector Pesca LL | Guaymas                  | Lateinamerika | nicht qualifiziert | nicht qualifiziert |
| 2008 | Beto Avila LL           | Veracruz                 | Mexiko        | Int. Finale        | 3–2                |
| 2009 | Seguro Social LL        | Mexicali                 | Lateinamerika | nicht qualifiziert | nicht qualifiziert |
| 2010 | Guaymas Sector Pesca LL | Guaymas                  | Mexiko        | Gruppenphase       | 2–2                |
| 2011 | Epitacio Mala Torres LL | Guadalupe                | Lateinamerika | nicht qualifiziert | nicht qualifiziert |
| 2012 | Las Puentes LL          | San Nicolás de los Garza | Mexiko        | Int. Finale        | 4–1                |
| 2013 | Seguro Social LL        | Mexicali                 | Lateinamerika | nicht qualifiziert | nicht qualifiziert |
| 2014 | Felix Arce LL           | Mexicali                 | Mexiko        | Gruppenphase       | 2–2                |

 Stand nach den Junior League World Series 2014